# Abutia
Abutia, auch Abutia Kingdom, ist ein Stammesfürstentum bzw. eine Traditional Area als Begriff aus der britischen Kolonialzeit in Westafrika, im Osten des heutigen Ghana in der südlichen Hälfte der Volta Region.

## Geschichte
Abutia ist eine traditionelle Stammesregion im heutigen Ghana. Das Gebiet war zur Kolonialzeit von 1884 bis 1916 Teil von Togoland als deutsche Kolonie und später britische Kolonie von 1916 bis 1945. Durch die Unabhängigkeit Ghanas am 6. März 1957 wurde Abutia Teil der Republik Ghana.
Im Jahr 1992 erließ das Parlament einen Erlass in der Verfassung der Republik Ghana, in der die traditionellen Gebiete ihre kulturelle Hoheit wiedererlangten (subnationale Monarchie). Dies wurde in einem speziellen Erlass im Jahr 2008 modifiziert. Aktueller Togbe (Stammesführer) ist seit 1998 Togbe Abutia Kodzo Gidi V.

## Lage und Territorium
Das traditionelle Stammesgebiet von Abutia liegt geographisch zwischen 6,33˚ N und 6,93˚ nördlicher Breite sowie 0,17˚ und 0,53˚ östlicher Länge. Das Gebiet grenzt im Norden an den Adaklu District und die Afadjato Area, im Süden an den Adaklu District, im Westen an den South Dayi District und im Osten an das Ho Municipal sowie an die Republik Togo. Das Gebiet umfasst eine Größe von 1.002,79 km².

### Städte und Regionen

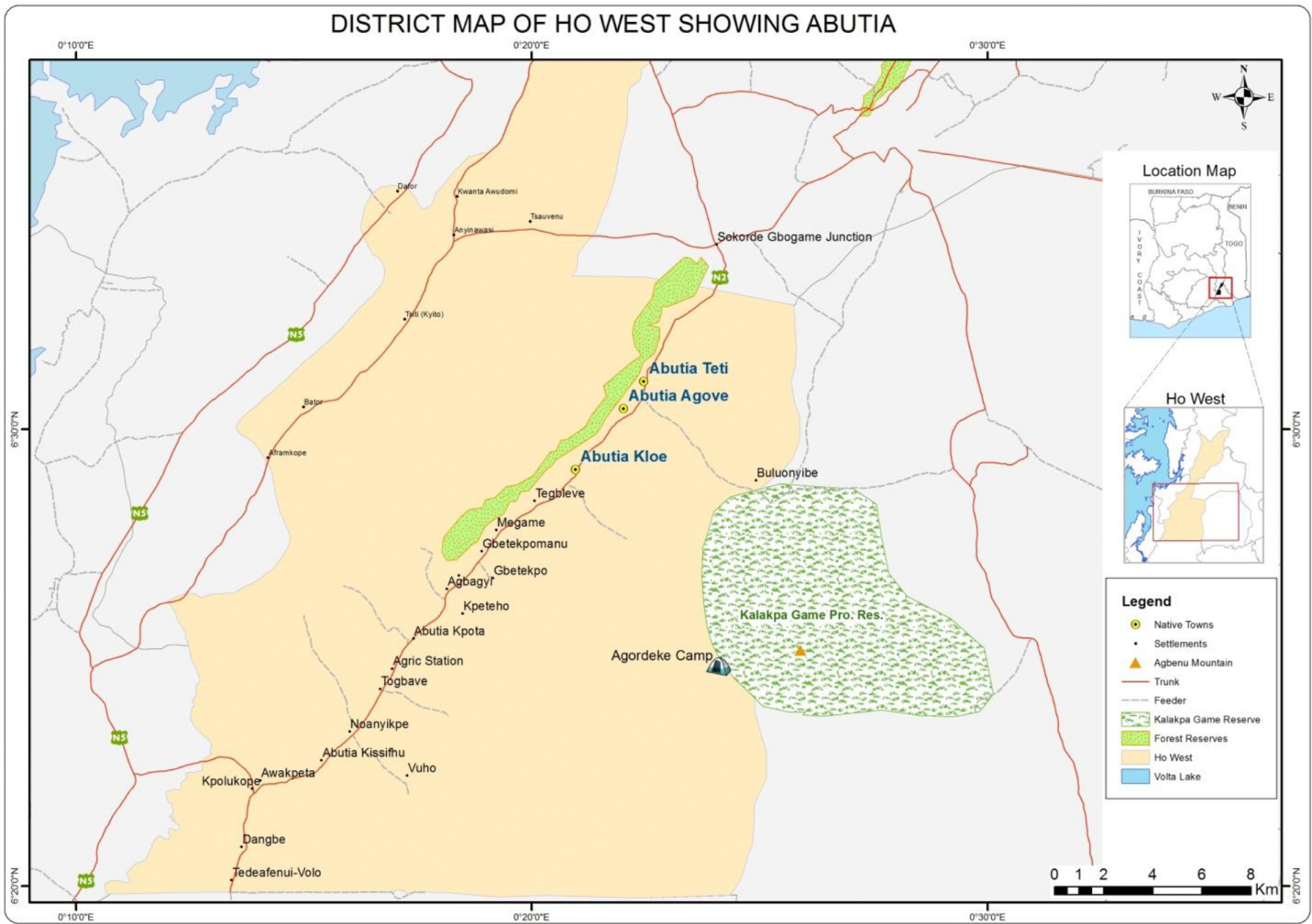
Map of Abutia (Ghana)

Heutige Städte und Regionen von Abutia sind:
- Agbagyi
- Agorve
- Aframkope
- Agric
- Amesinyakope
- Anyinawasi
- Argordeke
- Avetakpo
- Awakpeta
- Bator
- Buluonyibe
- Dalor
- Dangbe
- Dzanyodake
- Forsime
- Gbetekpo
- Gbetekpomanu
- Hlorve
- Kissifli
- Kloe
- Kpeteho
- Kpogadzi
- Kpolukope
- Kpota
- Kwanta Awudomi
- Togbave
- Tedeafenu
- Tedeafenu-Volo
- Tegbleve
- Teti
- Tsauvenu
- Tsili (Kyito)
- Megame
- Norris
- Noanyikbe
- Sebekope
- Vohu
- Wodome

Die Städte sind  Teti, Agove und Kloe.

## Nationalpark

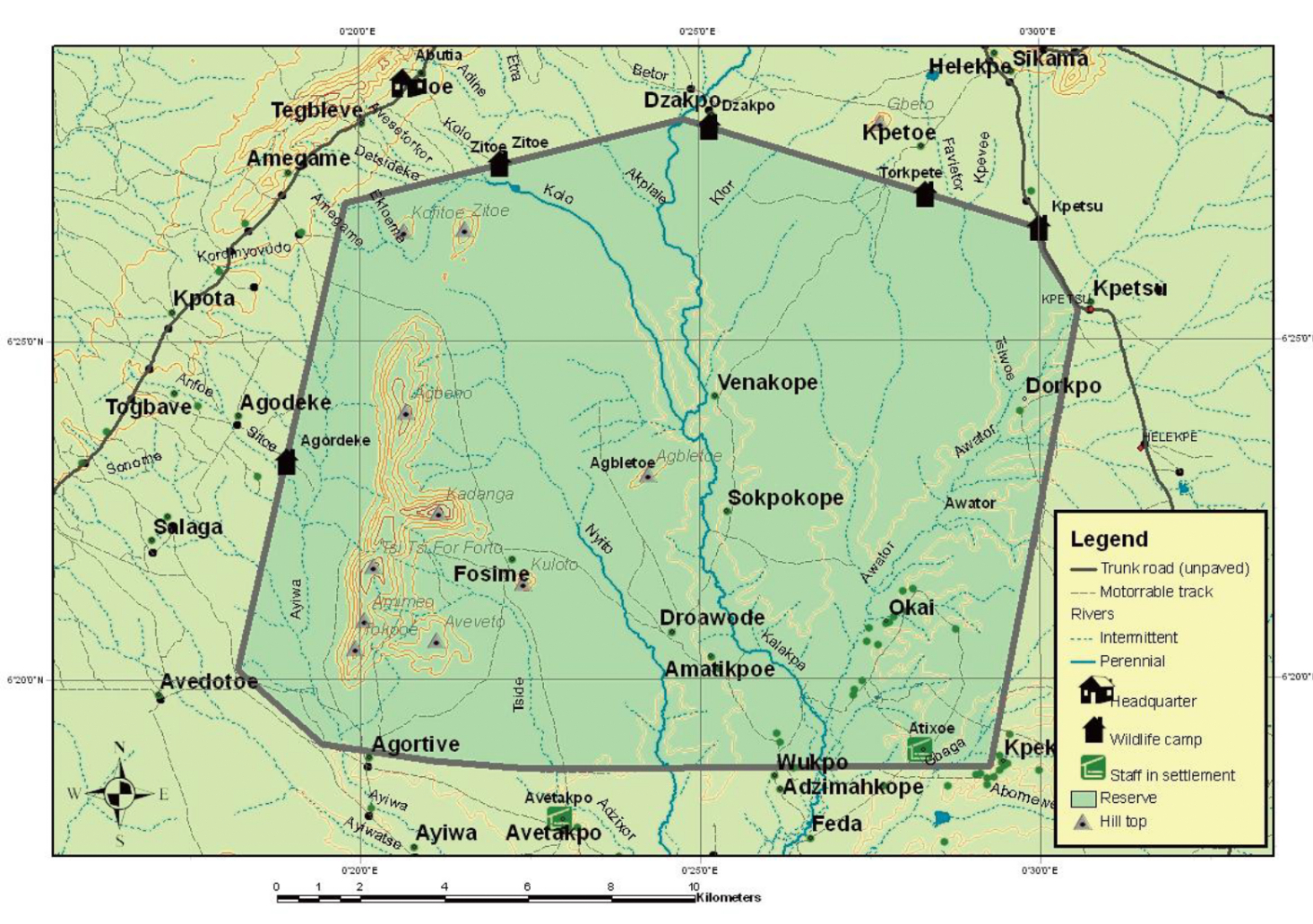
Kalakpa Resource Reserve

Der Kalakpa Resource Reserve ist ein Nationalpark in Abutia. Er liegt im Südosten des Abutia Hills Forest Reserve zwischen 6°18' und 6°28' nördlicher Breite und 0°17' und 0°30' östlicher Länge und damit in den traditionellen Stammesgebieten Abutia und Adaklu. Der Kalakpa River teilt Abutia von Adaklu. Das Gebiet des Nationalparks misst 325 km² und ist hauptsächlich mit Baum- und Savannenvegetation bewachsen, hauptsächlich trockenes Borassus-Combretum-Waldgebiet.